# Diocesi di Garðar

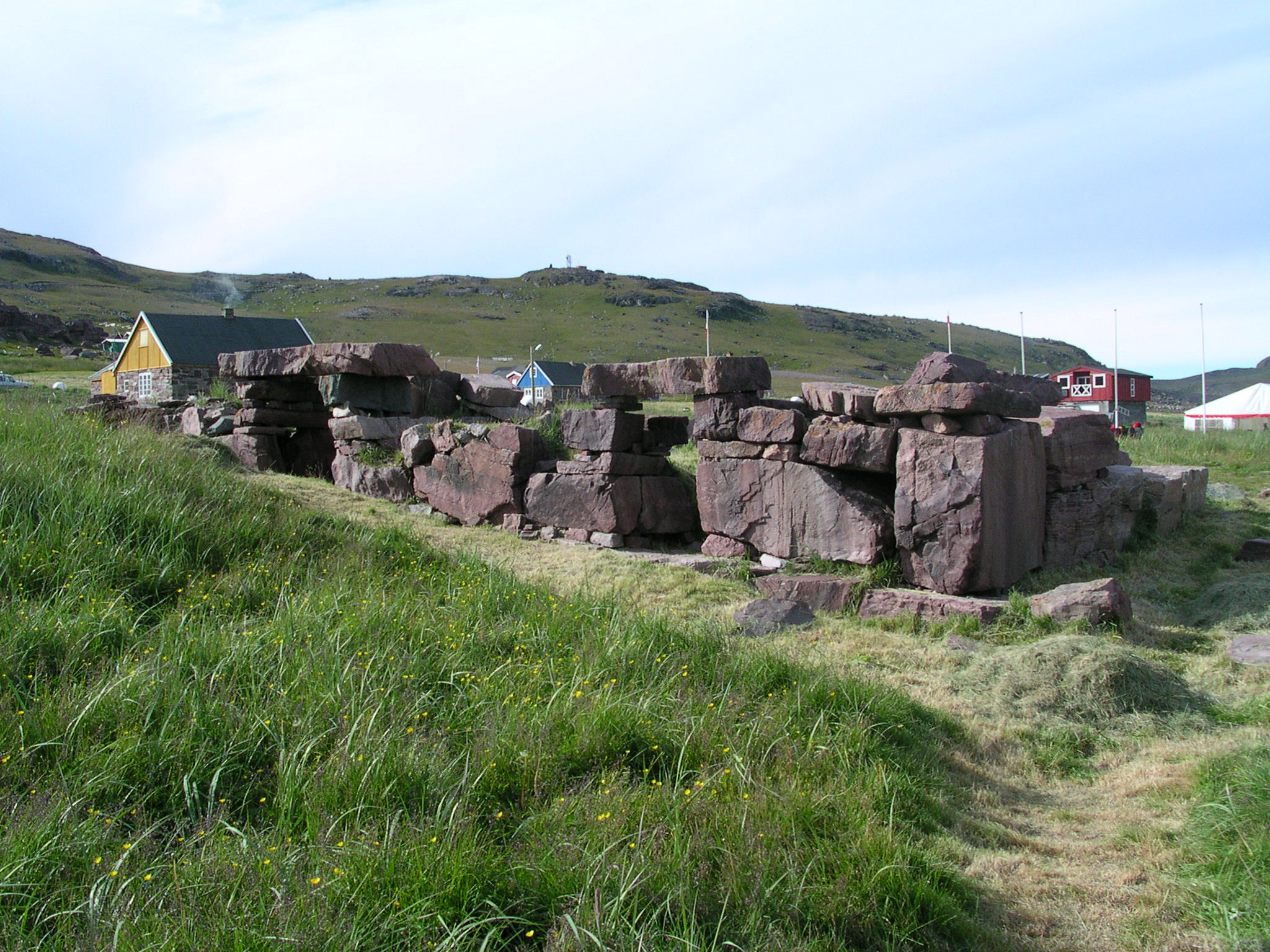
Rovine del palazzo vescovile di Garðar.

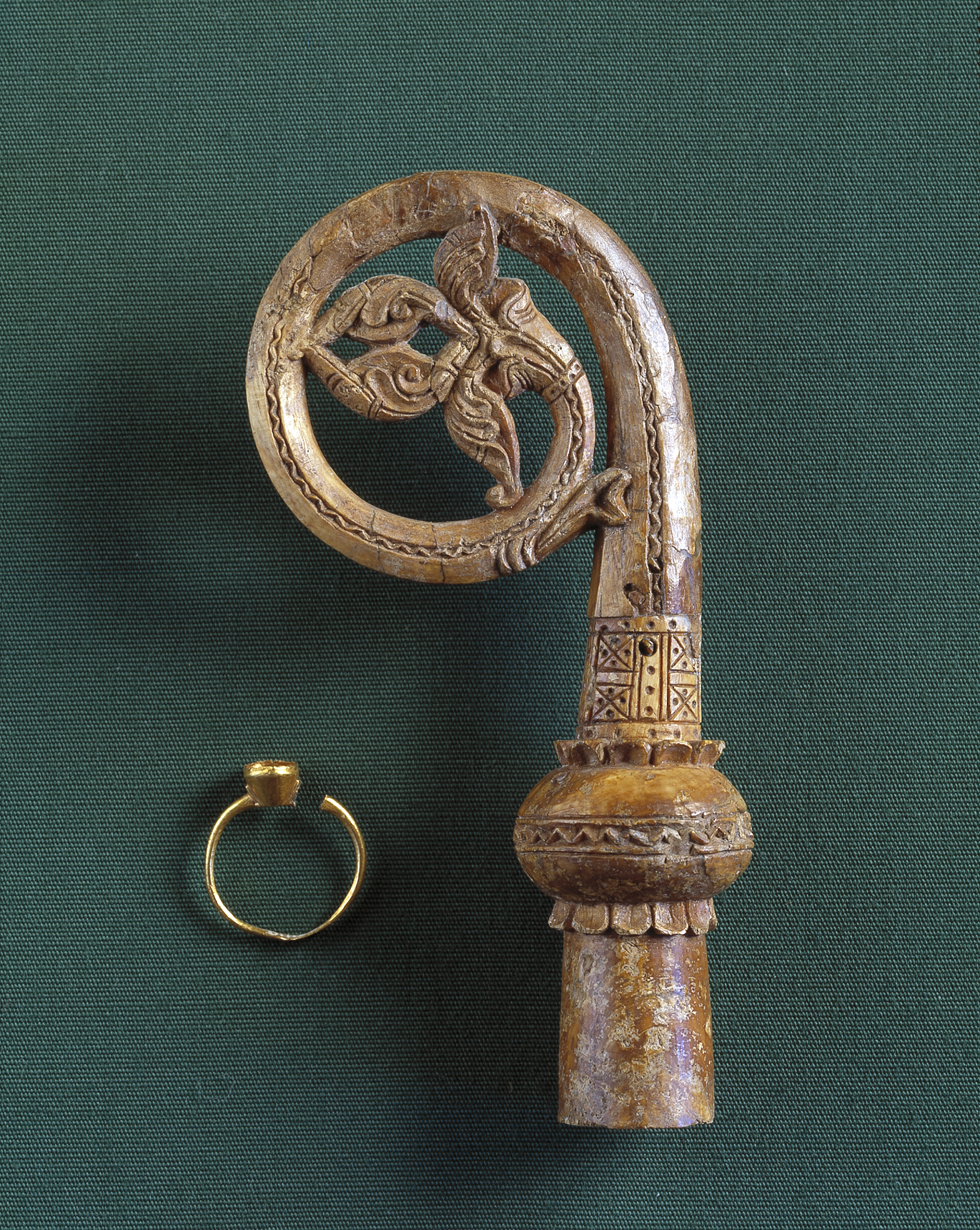
Pastorale e anello vescovile trovati in una tomba a Igaliku e, secondo la datazione al carbonio, appartenenti probabilmente al vescovo Ólafur (1242-1280).

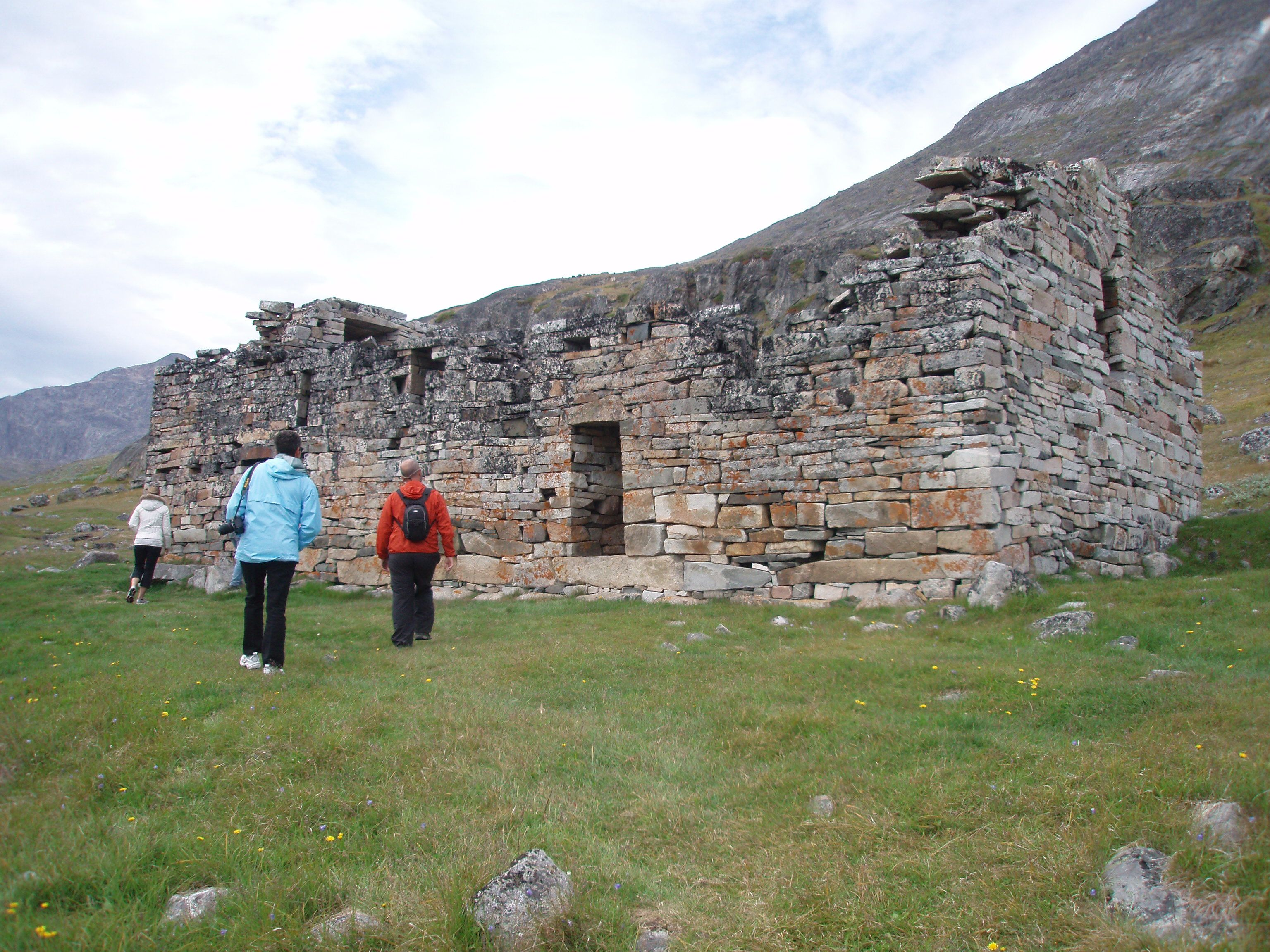
Rovine della chiesa di Hvalsey.

La diocesi di Garðar (in latino Dioecesis Gardensis) è una sede soppressa e sede titolare della Chiesa cattolica. Fu il fulcro della religione cristiana in Groenlandia tra il XII e il XIV secolo.

## Storia
Resta avvolta nell'incertezza la nascita della prima comunità cristiana in Groenlandia. Le saghe nordiche attribuiscono l'introduzione del cristianesimo nell'isola al santo re Olaf II di Norvegia (1015-1028). Storicamente, agli inizi del XII secolo è assodata la presenza di missionari provenienti dall'arcidiocesi di Brema-Amburgo., e di un vescovo missionario, Erik Gnupsson, che in seguito lasciò la Groenlandia per dirigersi ad evangelizzare il Vinland, l'odierno territorio nord-americano.
Ancora le saghe nordiche ricordano che, dopo la partenza di Erik Gnupsson, la locale comunità si riunì e su proposta di Sokki Þórisson, un contadino benestante del Brattahlíð, fece richiesta di avere una diocesi separata per la Groenlandia. Questa proposta ebbe l'approvazione del re di Norvegia, soprattutto per la lontananza della Groenlandia e le difficoltà di comunicazione con il continente europeo.
Il primo vescovo, Arnaldur, fu ordinato dall'arcivescovo di Lund nel 1124. Giunse in Groenlandia nel 1126 e pose la sua sede a Garðar, che divenne così la capitale delle colonie groenlandesi. La nuova diocesi era suffraganea dell'arcidiocesi di Brema-Amburgo; nel 1126 divenne suffraganea dell'arcidiocesi di Lund e nel 1153 entrò a far parte della provincia ecclesiastica di Nidaros, che comprendeva anche le diocesi di Skálholt, Hólar, Man (Sodor), Orcadi e Fær Øer. Si deve al vescovo Arnaldur l'inizio della costruzione della cattedrale, dedicata a san Nicola di Bari, patrono dei marinai.
La diocesi è documentata diverse volte nei documenti riguardanti la raccolta delle decime per finanziare le crociate per la Terra santa o per l'obolo di San Pietro, incarico assegnato spesso ai vescovi di Nidaros o di Bergen, che avevano l'obbligo di recarsi di persona in Groenlandia. Da questa documentazione emerge che la diocesi di Garðar non comprendeva solo il territorio groenlandese, ma anche quello di Vinland, motivo per cui, data la grande estensione, agli arcivescovi di Nidaros fu concesso di inviare dei rappresentanti per la raccolta delle decime in quelle terre lontane.
Nel 1282 una bolla di papa Martino IV concesse ai vescovi di Garðar di pagare le decime in natura, come per esempio pelli di bue e di foca e denti di balena e di tricheco, prodotti che poi venivano venduti nei porti della Norvegia e i soldi raccolti inviati alla Camera apostolica a Roma. Dall'elenco dei prodotti naturali si trova la conferma che la diocesi di Garðar estendeva la sua giurisdizione anche su Vinland, dove erano presenti comunità cristiane dipendenti da Garðar, i cui prodotti agricoli non potevano crescere in Groenlandia.
La stessa documentazione relativa alla raccolta delle decime mostra che il clero della diocesi di Garðar era abbastanza numeroso e benestante. Sull'isola esistevano 12 chiese parrocchiali, oltre alla cattedrale, e almeno 4 monasteri, di cui uno domenicano e un altro agostiniano. In una lettera all'arcivescovo di Nidaros Sigurd Eindridesson, papa Gregorio IX (1227-1241) si lamentava dell'indifferenza dei preti della diocesi di Garðar nei confronti del celibato ecclesiastico, e del fatto che nella celebrazione della messa non sempre utilizzavano il pane e il vino, ma altri prodotti.
A partire dalla metà del XIV secolo gli eschimesi cominciarono a compiere attacchi sempre più frequenti contro la colonia groenlandese, portando distruzione e morte soprattutto lungo le coste dell'isola. Inoltre le difficoltà sempre più crescenti di comunicazione con il continente isolarono sempre di più la colonia, a cui vennero a mancare i mezzi di sussistenza. Verso la metà del XV secolo i cristiani di Garðar indirizzarono una lettera a papa Niccolò V (1447-1455), denunciando lo stato lamentevole in cui versava la diocesi, a causa delle distruzioni operate dagli eschimesi. Nel 1448 il papa incaricò i vescovi di Skálholt e di Hólar di portare soccorso ai cristiani di Garðar, ma sembra che queste disposizioni non ebbero effetto.
Verso la fine del secolo un'altra lettera di aiuto fu indirizzata a papa Innocenzo VIII (1484-1492): in questa missiva i cristiani di Garðar esponevano la loro triste situazione, senza più preti e senza vescovo da diversi anni; molti avevano abbandonato la fede cristiana, e l'unica celebrazione alla quale potevano assistere era quella che prevedeva l'esposizione e l'adorazione di un vecchio corporale, l'ultimo su cui era stata celebrata decenni prima la messa. Dalla lettera si ricava che, pur nominati, i vescovi non risedettero in Groenlandia, almeno per buona parte del XV secolo.
Incerti sono i motivi che portarono all'estinzione della colonia groenlandese e alla fine della diocesi. Di certo la distanza dalla madrepatria, la mancanza di aiuti, la malnutrizione e gli attacchi degli eschimesi portarono alla scomparsa della colonia e della sua sede episcopale.
Dal 1996 Garðar è annoverata tra le sedi vescovili titolari della Chiesa cattolica; dal 16 gennaio 2001 il vescovo titolare è Edward William Clark, già vescovo ausiliare di Los Angeles.

## Cronotassi

### Vescovi
- Arnaldur † (1124 - 1152 nominato vescovo di Hamar)
- Jón Knútur † (1153 - 1187 deceduto)
- Jón Árnason detto Smyrill † (1189 - 1209 deceduto)[14]
- Þór Helgi † (1212 - 1230 deceduto)
- Nikulás † (1234 - 1240 deceduto)
- Ólafur † (1242 - 1280 deceduto)
- Þór Bokki † (1280 - 1314 deceduto)
- Árni † (1315 - 1347)[15]
- Álfur † (1368 - 1378 deceduto)
- Henricus † (menzionato nel 1386)
- Bertholdus † (menzionato nel 1407 circa)
- Jacobus Treppe, O.F.M. † (27 marzo 1411 - dopo il 1421 deceduto)
- Nicolaus †
- Robertus Ryngman, O.F.M. † (30 maggio 1425 - ?)
- Gobelinus Volant, O.E.S.A. † (1º ottobre circa 1431 - 19 marzo 1432 nominato vescovo di Børglum)
- Johannes Erles de Moys, O.F.M. † (12 luglio 1432 - ?)
- Bartholomeus de Sancto Hyppolito, O.P. † (1433 - 1440 deceduto)
- Gregorius † (1440 - dopo il 1450)
- Andreas †
- Jacobus Blaa, O.P. † (16 giugno 1481 - ? dimesso)
- Mathias Canuto, O.S.B. † (9 luglio 1492 - ?)
- Vincenz Kampe, O.F.M. † (20 giugno 1519 - dopo il 1537)

### Vescovi titolari
- Edward William Clark, dal 16 gennaio 2001